# Саласука
Саласука е село в Северна България. То се намира в община Дряново, област Габрово.

## География
То е малко селце близо до град Дряново. Има една улица и едно разклонение за село Зая.

## Население
Преброяване на населението през 2011 г.
Численост и дял на етническите групи според преброяването на населението през 2011 г.:
|                     | Численост | Дял (в %) |
| Общо                | 11        | 100,00    |
| Българи             | 3         | 27,27     |
| Турци               | 0         | 0,00      |
| Цигани              | 0         | 0,00      |
| Други               | 8         | 72,72     |
| Не се самоопределят | 0         | 0,00      |
| Неотговорили        | 0         | 0,00      |